# Liedu
Il liedu è il grado di intensità di un terremoto secondo la scala sismica d'intensità cinese (CSIS). Si tratta di uno standard nazionale della Repubblica popolare cinese per misurare l'intensità sismica. Simile alla EMS-92, derivazione della Scala Medvedev-Sponheuer-Karnik a sua volta derivata dalla scala Mercalli, alla quale la CSIS fa riferimento, gli impatti sismici sono classificati in dodici gradi di intensità crescente, o liedu, letteralmente  gradi di violenza, indicati in numeri romani da I per "insensibile" a XII per "rimodellamento del paesaggio".
La scala fu inizialmente formalizzata dall'Amministrazione cinese per i terremoti nel 1980, quindi spesso riferita al suo titolo originale come "Scala sismica d'intensità cinese (1980)". Fu più tardi rivista e adottata come standard nazionale, o Guobiao, serie GB/T 17742-1999 dalla allora Amministrazione per la Qualità Nazionale e Supervisione della Tecnologia (ora Amministrazione generale della supervisione della qualità, ispezione, quarantena del P.R.C.) nel 1999.
Lo standard fu proposto per una revisione non molto tempo prima del terremoto del 2008 nel Sichuan.

## Scala Liedu
Diversamente dalle scale di magnitudo che stimano oggettivamente il rilascio di energia sismica, i liedu indicano la potenza degli effetti prodotti dal terremoto in un luogo specifico. Essa è determinata dalla combinazione di valutazioni soggettive (come i sensi umani e i danni agli edifici) e misurazioni cinetiche oggettive. I danneggiamenti agli edifici sono inoltre valutati in modo più preciso con una combinazione di una descrizione qualificativa e un processo di valutazione numerico.
La seguente tabella è una traduzione ufficiosa dell'Appendice I del GB/T 17742-1999.
| Liedu (Intensità) | Sensazioni al suolo | Tipo di danno agli edifici | Tipo di danno agli edifici | Altri danni | Movimento orizzontale del suolo | Movimento orizzontale del suolo |
| ----------------- | --- | --- | -------------------------- | --- | ------------------------------- | ------------------------------- |
| Liedu (Intensità) | Sensazioni al suolo | Danni | Indice del danno medio     | Altri danni | Accelerazione massima m/s2      | Velocità massima m/s            |
| I                 | Non avvertito | |                            | |                                 |                                 |
| II                | Avvertito solo in casa da pochissime persone                                                                           | |                            | |                                 |                                 |
| III               | Avvertito solo in casa da poche persone                                                                                | Leggeri movimenti e rumori di porte e finestre |                            | Leggero vacillare di oggetti appesi |                                 |                                 |
| IV                | Avvertito in casa dalla maggior parte delle persone e da qualche persona all'aperto; alcuni sono risvegliati dal sonno | Sbattimento di porte e finestre |                            | Vistoso dondolio degli oggetti appesi; tintinnio dei recipienti                                                                          |                                 |                                 |
| V                 | Ampiamente avvertito dalle persone in casa e dalla maggior parte dalle persone all'aperto; risveglio dal sonno         | Rumore prodotto dalla vibrazione di porte, finestre, e dalla struttura degli edifici; caduta di polveri, piccole crepe negli intonaci, caduta di alcune tegole, caduta di mattoni; caduta di comignoli |                            | Gli oggetti instabili vacillanno o si muovono                                                                                            | 0.31 (0.22 - 0.44)              | 0.03 (0.02 - 0.04)              |
| VI                | La maggior parte delle persone non riesce a rimanere stabilmente in piedi, fuga all'aperto                             | Danni - Crepe nei muri, caduta di tegole, alcuni comignoli si rompono o cadono giù | 0 - 0.10                   | Rotture delle sponde dei fiumi e su terreni soffici; occasionalmente esplosione di sabbia e acqua dagli strati di sabbia saturi          | 0.63 (0.45 - 0.89)              | 0.06 (0.05 - 0.09)              |
| VII               | Fuga generale all'aperto; la scossa è avvertita dai ciclisti e dalle persone dentro a veicoli in movimento             | Distruzione localizzata - le strutture danneggiate sono ancora agibili | 0.11 - 0.30                | Collasso delle rive dei fiumi; frequenti scoppi di sabbia ed acqua dagli strati di sabbia saturi; molte fratture nei terreni soffici     | 1.25 (0.90 - 1.77)              | 0.13 (0.10 - 0.18)              |
| VIII              | Difficoltà a restare in piedi e camminare                                                                              | Distruzione moderata - le strutture danneggiate devono essere riparate per tornare agibili | 0.31 - 0.50                | Fratture nei terreni molto secchi; le cime degli alberi si spezzano; morte di persone e bestiame causata dalla distruzione degli edifici | 2.50 (1.78 - 3.53)              | 0.25 (0.19 - 0.35)              |
| IX                | Le persone in movimento cadono                                                                                         | Distruzione diffusa - molte strutture distrutte, collassi localizzati, difficili da riparare | 0.51 - 0.70                | Molte fratture in terreni molto secchi; possibili frane con la conseguente caduta di massi; frequenti frane e collassi                   | 5.00 (3.54 - 7.07)              | 0.50 (0.36 - 0.71)              |
| X                 | Caduta dei ciclisti e delle persone in posizione instabile; sensazione di abbandono                                    | la maggior parte collassa | 0.71 - 0.90                | Fratture nelle rocce e fratture al suolo; distruzione degli archi dei ponti costruiti su roccia; danni alle fondazioni                   | 10.00 (7.08 - 14.14)            | 1.00 (0.72 - 1.41)              |
| XI                | | Vasto collasso | 0.91 - 1.00                | Le fratture si estendono in lungo; molte rocce si fratturano producendo frane                                                            |                                 |                                 |
| XII               | | |                            | Drastico mutamento del paesaggio, montagne e fiumi                                                                                       |                                 |                                 |

## Applicazioni
I liedu della sismicità storica locale sono un importante punto di riferimento per l'ingegneria antisismica degli edifici esistenti e di futura costruzione. Lo standard nazionale Codice per il Progetto Antisismico degli Edifici (GB 500011-2001) pubblicato nel 2001 e parzialmente rivisto brevemente dopo il terremoto del Sichuan nel 2008 comprende una lista di liedu a cui ogni edificio, in città designate, deve essere in grado resistere.